# Kjølsdalen

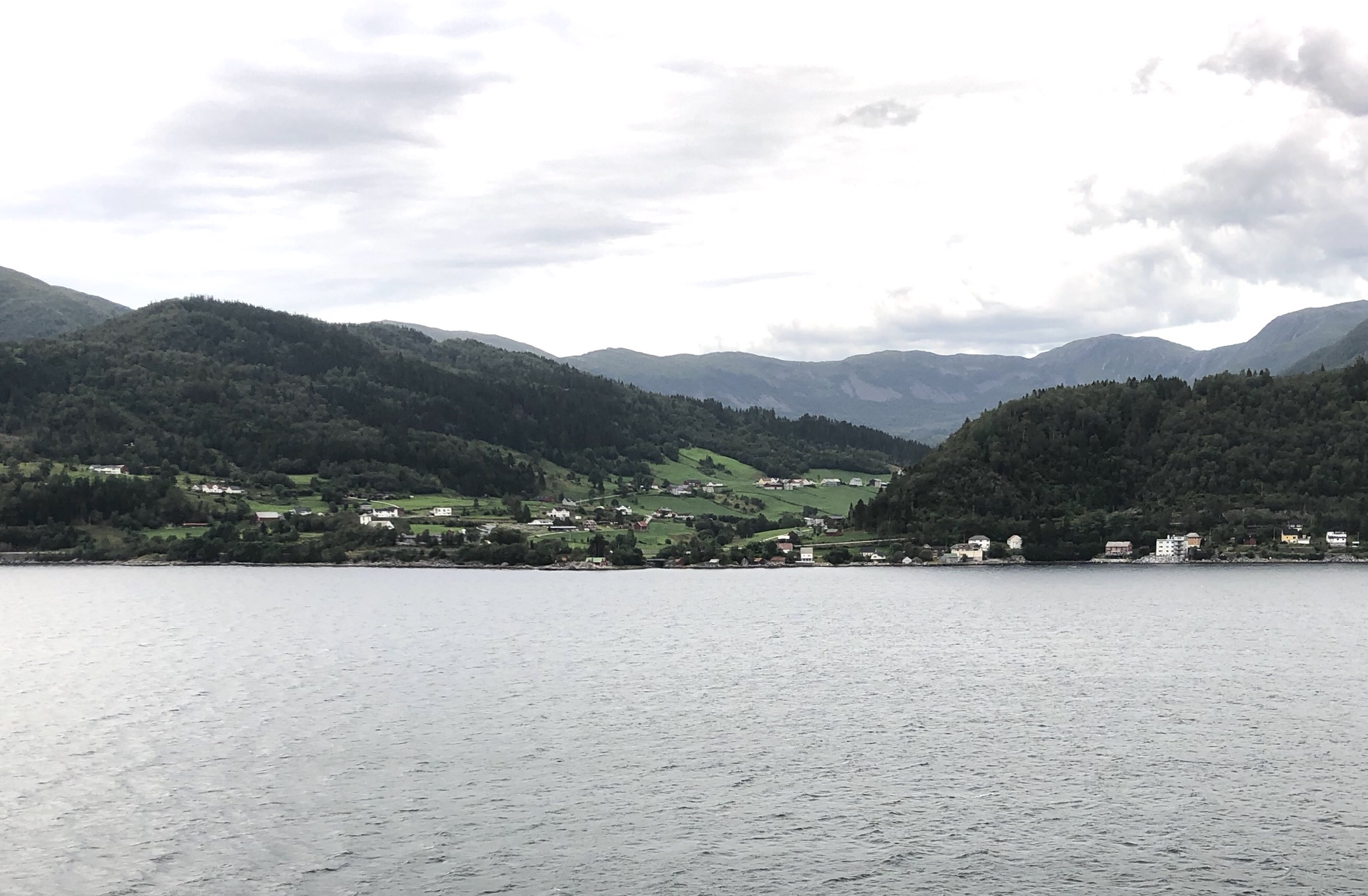
Blick von Süden auf Kjølsdalen, 2019

Kjølsdalen ist ein Dorf in der norwegischen Kommune Stad in der Provinz Vestland. Es befindet sich am nördlichen Ufer des Nordfjords am Ausgang des Tals Kjølsdalen.
Etwa sieben Kilometer östlich liegt Stårheim, etwa zehn Kilometer westlich Maurstad. Durch den Ort führt der Riksvei 15.
Im Ort befindet sich mit der Kjølsdalen Montessoriskule eine Schule samt Kindergarten.
Die Kirche von Kjølsdalen entstand im Jahr 1940 und wird als Kulturdenkmal geführt. Sie wurde bei einem Sturm 1992 stark beschädigt, dann jedoch wieder instand gesetzt. Im nördlichen Teil der Ortslage befindet sich die prähistorische Grabanlage Vellekvia.